# دختر همسایه (فیلم ۱۹۵۳)
دختر همسایه (به انگلیسی: The Girl Next Door) یک فیلم سینمایی آمریکایی در ژانر تئاتر موزیکال به کارگردانی ریچارد سال است که توسط کمپانی استودیو قرن بیستم منتشر شد و با بازی جون هیور، دن دیلی و دنیس دی همراه است.